# Червоний путівник Мішлен

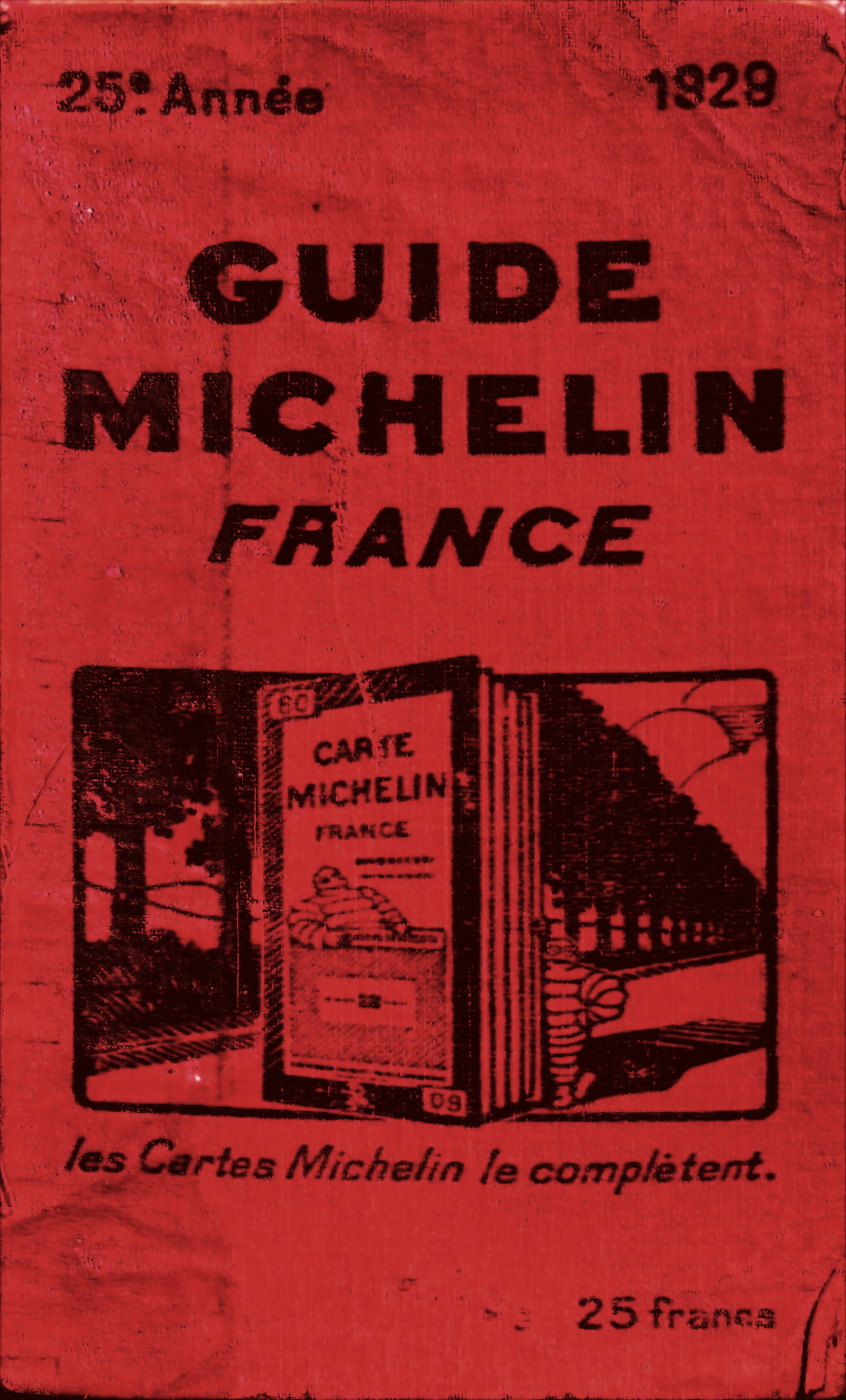
Обкладинка Червоного гіда 1929 року

Червоний путівник Мішлен (Червоний гід Мішлен; фр. Michelin, Le Guide Rouge) — найбільш відомий і впливовий з сучасних ресторанних рейтингів, який видає компанія з виробництва шин Michelin з 1900 року.
Michelin також видає туристичний путівник, який називають «Зелений путівник Мішлен».

## Історія
Перший гід видав 1900 року Андре Мішлен, одним із засновників компанії «Мішлен». Початково путівник містив список різноманітних корисних для мандрівників місць, як-то готелі, ремонтні майстерні, платні автостоянки, місця харчування. Поширювався спочатку безплатно, а з 1920 року почав продаватись за помірну ціну. Тоді ж до нього включили рейтинг ресторанів за їх цінами. При цьому ресторани з високими цінами позначалися зіркою, що злегка нагадувала квітку.
1926 року політика рейтингу суттєво змінилася, і відтоді зірочка поруч з назвою ресторану вже означала відмінну кухню.
На початку 1930-х років було диференційовано якість кухні за трьома зірками і ця традиція залишається досі:
- — дуже хороший ресторан у своїй категорії
- — відмінна кухня, заради ресторану варто дещо відхилитись від маршруту
- — чудова робота шеф-кухаря, варто сюди здійснити окрему подорож.

Путівник видається для таких країн Європи як Франція, Австрія, Італія, Німеччина, Іспанія  і Португалія (спільний гід), Швейцарія, Велика Британія і Ірландія (спільний гід), країни Бенілюкса (спільне видання).
Також видаються окремі гіди по Нью-Йорку, Лос-Анджелесу, Лас-Вегасу, Чикаго, Сан-Франциско,Токіо, Кіото і Осаці (спільне видання), Гонконгу і Макао (спільно), Парижу (ті ж ресторани, що і у французькому путівникові), Лондону і по головних містах Європи.
Путівник по Токіо, який почав видаватись з 2008 року, відразу ж поставив столицю Японії на перше місце серед «міст-гурманів» за версією Мішлен. Токіо відібрав це звання у Парижа, випередивши останній за кількістю сумарних зірок на 93 (191 проти 98).
Першим рестораном, який отримав три зірки у Великій Британії, був «Gordon Ramsay» у Лондоні, власником і шефом якого є Гордон Рамзі, шотландець за походженням.
Першим у східній Європі отримав зірку Мішлен празький ресторан «Allegro Prague»..
2007 року згадкою в Червоному гіді Мішлен був відзначений також празький ресторан «La Veranda»., створений ресторатором з Одеси Юрієм Колесником і його партнером Савелієм Лібкіним.
У 2018 році автори ресторанного рейтингу гіда Мішлен високо оцінили шеф-кухаря київського ресторану «Канапа» Ярослава Артюха. На сайті гіда написали про те, як він модернізує традиційну українську кухню і вдихає у неї нове життя.

## Критерії присудження рейтингу
Критерії присудження рейтингу складають комерційну таємницю компанії «Мішлен» і не є надбанням громадськості, проте відомий головний критерій — кухня. З точки зору гіда, атмосфера, обслуговування, інтер'єр і цінова ніша — все це вторинне по відношенню до страв, що подаються.
У гіді не розглядаються «модні» заклади і ресторани без авторської кухні (тобто без шеф-кухаря).
Відомо, що найчастіше зірки присуджують шефам, а не ресторанам, таким чином, шеф може піти і «прихопити» свою зірку в інший ресторан.
2003 року вийшла книга «L'inspecteur se met à table» Ремі Паскаля, який пропрацював довгі роки інспектором «Мішлен», в якій він відкрив завісу таємниці і розповів, яким чином, наприклад, присуджують зірки, і яким чином вони відбираються . Ремі зізнався, що радив би гурманам їсти в ресторанах з однією або двома зірками, а не у трьохзіркових, оскільки «справжній талант розкривається у боротьбі». Книга викликала обурення з боку компанії, і Паскаль був негайно звільнений.